# Liste aktiver Brauereien in Deutschland
In der folgenden Liste sind die deutschen Brauereiunternehmen aufgelistet, die gegenwärtig Bier herstellen.

## Berlin
| Unternehmen                              | Ortsteil              | Gründung | Anmerkungen                                                                 |
| ---------------------------------------- | --------------------- | -------- | --------------------------------------------------------------------------- |
| Berliner-Kindl-Schultheiss-Brauerei      | Alt-Hohenschönhausen  | 1842     | u. a. Berliner Bürgerbräu, Berliner Pilsner, Schultheiss und Berliner Kindl |
| Berliner Berg                            | Neukölln              | 2015     |                                                                             |
| Brauerei Eschenbräu Martin Eschenbrenner | Wedding               | 2001     |                                                                             |
| Brauerei Lemke                           | Mitte                 | 2003     |                                                                             |
| Straßenbräu                              | Friedrichshain        | 2015     |                                                                             |
| Brauhaus Südstern                        | Neukölln              | 2001     |                                                                             |
| Brauhaus Neulich                         | Neukölln              | 2017     |                                                                             |
| Brauhaus Georgbræu                       | Mitte                 | 1991     | im Nikolaiviertel                                                           |
| Heidenpeters                             | Kreuzberg             | 2012     | in Markthalle IX                                                            |
| BrewDog                                  | Mariendorf            | 2015     |                                                                             |
| Two Fellas                               | Pankow                | 2016     |                                                                             |
| Kubis Point                              | Tegel                 | 2022     |                                                                             |
| Brauhaus in Spandau                      | Spandau               | 1994     |                                                                             |
| Brewer's Tribute                         | Marzahn               | 2015     | Marke Berliner Jungs                                                        |
| BRLO                                     | Kreuzberg und Spandau | 2014     |                                                                             |
| Fuerst Wiacek                            | Siemensstadt          | 2016     |                                                                             |
| Hops & Barley                            | Marzahn               | 2008     |                                                                             |
| Neue Zukunft                             | Friedrichshain        |          |                                                                             |
| Privatbrauerei am Rollberg               | Neukölln              | 2009     | im Sudhaus der Berliner Kindl-Brauerei                                      |
| Schneeeule Brauerei                      | Wedding               | 2012     | spezialisiert auf Berliner Weisse                                           |
| Schlossplatz Brauerei Köpenick           | Köpenick              |          |                                                                             |
| Pfefferbräu                              | Mitte                 | 2013     |                                                                             |
| Flessa-Bräu                              | Friedrichshain        | 2012     |                                                                             |
| Marcus Bräu                              | Mitte                 | 2000     |                                                                             |
| Schalander                               | Friedrichshain        | 2009     |                                                                             |
| The Circus                               | Mitte                 | 2015     |                                                                             |
| Vagabund Brauerei                        | Wedding               | 2011     | Firmensitz in Köln                                                          |

## Brandenburg
| Unternehmen                                  | Standort                 | Gründung    | Anmerkungen    |
| -------------------------------------------- | ------------------------ | ----------- | -------------- |
| Brauhaus und Pension Babben                  | Lübbenau/Spreewald       | 1996        |                |
| Barnimer Brauhaus                            | Hohenfinow               | 2017        |                |
| Erste Bernauer Braugenossenschaft            | Bernau bei Berlin        | 2016        |                |
| Braumanufaktur Potsdam                       | Potsdam-Templin          | 2003        |                |
| Finsterwalder Brauhaus                       | Finsterwalde             | 1997        |                |
| Frankfurter Brauhaus                         | Frankfurt (Oder)         | 1988        | u. a. Pilsator |
| Marstall Boitzenburg                         | Boitzenburger Land       |             |                |
| Kircher Brauhaus                             | Drebkau                  | 1949 / 1992 |                |
| Klosterbrauerei Neuzelle                     | Neuzelle                 | 1589        |                |
| Meierei Brauhaus im Neuen Garten             | Potsdam                  | 2003        |                |
| Privatbrauerei Heymann - Heymische Braukunst | Brandenburg an der Havel | 2015        |                |
| RHB Rathausbrauerei                          | Fürstenwalde/Spree       | 2013        |                |
| Brauerei Fürstlich Drehna                    | Luckau-Fürstlich Drehna  | 1745        |                |
| Sozietätsbrauerei & Brennerei Altlandsberg   | Altlandsberg             | 2016        |                |
| Spreewälder Privatbrauerei 1788              | Schlepzig                | 1998        |                |
| Uckermärker Brauerei                         | Chorin-Golzow            | 1996        |                |

## Bremen
| Unternehmen                              | Gründung | Anmerkungen                 |
| ---------------------------------------- | -------- | --------------------------- |
| Brauerei Beck                            | 1826/73  | u. a. Beck’s und Haake-Beck |
| Schüttinger Gasthausbrauerei / FS Bremen | 1990     |                             |
| Bremer Braumanufaktur                    | 2014     |                             |

## Hamburg
| Unternehmen                                            | Standort                            | Gründung | Anmerkungen |
| ------------------------------------------------------ | ----------------------------------- | -------- | ----------- |
| ASTRA Brauerei St. Pauli                               | St. Pauli                           | 2018     |             |
| Block Bräu                                             | Bei den St. Pauli-Landungsbrücken 3 | 2012     |             |
| Buddelship Brauerei                                    | Warnstedtstraße 16L                 | 2014     |             |
| Bunthaus Brauerei                                      | Moorwerder Hauptdeich 33            | 2016     |             |
| Cool Cats In Town / Inh. Björn Lange                   | Moorwerder Hauptdeich 33            | 2021     |             |
| Gröninger Privatbrauerei Hamburg / Inh. Jens Stacklies | Willy-Brandt-Str. 47 ▼              | 1982     |             |
| Holsten-Brauerei                                       | Hausbruch                           | 1879     | u. a. Astra |
| Kehrwieder Kreativbrauerei / Inh. Oliver Wesseloh      | Sinstorfer Kirchweg 74–92           | 2013     |             |
| Landgang Brauerei                                      | Beerenweg 12                        | 2016     |             |
| Ratsherrn Brauerei                                     | Lagerstraße 30a                     | 2012     |             |
| Schankhait Braukollektiv UG                            | Schäferstraße 26                    | 2018     |             |
| ÜberQuell                                              | St. Pauli Fischmarkt 28-32          | 2017     |             |
| wildwuchs Brauwerk Hamburg KG                          | Jaffestraße 8                       | 2014     |             |

## Mecklenburg-Vorpommern
| Unternehmen                                    | Standort             | Gründung  | Anmerkungen                                                         |
| ---------------------------------------------- | -------------------- | --------- | ------------------------------------------------------------------- |
| Usedomer Brauhaus                              | Heringsdorf          |           |                                                                     |
| Wasserschloss Mellenthin                       | Mellenthin           | 2011      |                                                                     |
| Brauerei Hoppen un Molt                        | Rostock              | 2015      |                                                                     |
| Brauhaus Müritz                                | Waren (Müritz)       | 2008      |                                                                     |
| Brauhaus Stadtkrug                             | Ueckermünde          |           |                                                                     |
| Braumanufaktur Ludwigslust                     | Ludwigslust          | 2016      |                                                                     |
| Brauscheune Rumpelstilz                        | Krummenhagen         |           |                                                                     |
| Darguner Brauerei                              | Dargun               | 1991      | Braut u. a. für Netto, Netto Marken-Discount, Norma und Penny Markt |
| Forsthausbrauerei Trotzenburg                  | Rostock              | 2015      |                                                                     |
| Marlower Brauerei                              | Marlow               | 2009/2013 |                                                                     |
| Darßer Brauhaus                                | Prerow               | 2016      |                                                                     |
| Erste MÆNNERHOBBY                              | Mönchhagen           | 2016      |                                                                     |
| Fischland Brauerei                             | Ahrenshoop-Althagen  | 2017      |                                                                     |
| Handwerksbrauerei Hennings                     | Leezen (Mecklenburg) | 2012      |                                                                     |
| Hanseatische Brauerei Rostock                  | Rostock              | 1878      |                                                                     |
| Mecklenburgische Brauerei Lübz                 | Lübz                 | 1877      | u. a. Duckstein                                                     |
| Kultur- und Traditionsverein Recknitztal e. V. | Wohrenstorf          | 2004      |                                                                     |
| Landgasthof zur Linde                          | Middelhagen          | 2000      |                                                                     |
| Ostsee Brauhaus                                | Kühlungsborn         | 1999      |                                                                     |
| Rügener Insel-Brauerei                         | Rambin               | 2014      |                                                                     |
| Störtebeker Braumanufaktur                     | Stralsund            | 1827      |                                                                     |
| Vielanker Brauhaus                             | Vielank              | 2002      |                                                                     |
| Wolgaster Braukultur e. V.                     | Wolgast              | 2020      |                                                                     |

## Niedersachsen

### Braunschweig
| Unternehmen                | Gründung | Anmerkungen                |
| -------------------------- | -------- | -------------------------- |
| Hofbrauhaus Wolters        | 1627     | u. a. Hemelinger           |
| Brauerei Braunschweig      | 1871     |                            |
| H. Nettelbeck KG           | vor 1879 | u. a. Braunschweiger Mumme |
| Schadt’s Brauerei Gasthaus | 1985     |                            |
| National Jürgens Brauerei  | 2016     |                            |
| Stebner Privatbrauerei     | 2016     |                            |

### Region Hannover
| Unternehmen              | Standort                  | Gründung | Anmerkungen            |
| ------------------------ | ------------------------- | -------- | ---------------------- |
| boGler’s                 | Uetze-Krätze              | 2011     |                        |
| Brauerei Burgdorf        | Burgdorf                  | 2014     |                        |
| Burgwedeler Brauerei     | Burgwedel-Großburgwedel   | 2017     |                        |
| Brauhaus Ernst August    | Hannover-Mitte (Altstadt) | 1986     |                        |
| Hemminger Biermanufaktur | Hemmingen                 | 2018     |                        |
| Herrenhäuser Brauerei    | Hannover-Herrenhausen     | 1868     |                        |
| Hüpscher Werkstatt Bräu  | Pattensen-Hüpede          | 2013     |                        |
| Gutshof Rethmar          | Sehnde-Rethmar            | 2017     |                        |
| Gilde Brauerei           | Hannover-Südstadt         | 1546     | u. a. Lindener Spezial |
| Meiers Lebenslust        | Hannover-Mitte            | 2012     |                        |
| Nordstadt braut! eG      | Hannover-Nordstadt        | 2017     |                        |
| Robens Craft Beer        | Springe-Stadt Eldagsen    | 2006     |                        |
| Mashsee                  | Hannover-Südstadt         | 2014     |                        |
| 405er Brauerei           | Springe                   | 2017     |                        |

### Sonstiges Niedersachsen
| Unternehmen                                            | Standort                         | Gründung    | Anmerkungen                       |
| ------------------------------------------------------ | -------------------------------- | ----------- | --------------------------------- |
| Altenauer Brauerei                                     | Clausthal-Zellerfeld (Altenau)   | 1617        |                                   |
| Altes Brauhaus zu Fallersleben                         | Wolfsburg-Fallersleben           | 1765        |                                   |
| Altstadtbrauerei                                       | Jever                            | 2009        |                                   |
| Artland Brauerei                                       | Nortrup                          | 2007        |                                   |
| Back- und Brauhaus Brinker                             | Georgsmarienhütte                | 2014        |                                   |
| Bat Brew                                               | Achim                            | 2017        |                                   |
| Bad Pyrmonter Hofbrauerei                              | Bad Pyrmont                      | 2016        |                                   |
| Brauerei Beura                                         | Osnabrück                        | 2016        |                                   |
| Bleckeder Brauhaus                                     | Bleckede                         | 2011        |                                   |
| Brauakademie im Kunsthandwerkerhof                     | Clausthal-Zellerfeld             | 2014        |                                   |
| Brauerei Allersheim                                    | Holzminden-Allersheim            | 1854        |                                   |
| Brauerei Carl Betz                                     | Celle                            | 1893        |                                   |
| Brauerei Schmieriger Lachs                             | Suhlendorf-Groß Ellenburg        | 2006        |                                   |
| Brauhaus Alt Neuhaus                                   | Neuhaus                          | 2005        | u. a. Cronemeyers                 |
| Brauhaus Goslar                                        | Goslar                           | 2004        |                                   |
| Brauhaus Joh. Albrecht                                 | Soltau                           | 1990        |                                   |
| Brauhaus Steinfeld                                     | Steinfeld (Oldenburg)            | 2008        |                                   |
| Braugasthaus Mühlengrund                               | Wienhausen                       | 1586        |                                   |
| Brau-Manufactur Töbelmann                              | Wagenfeld                        | 2015        |                                   |
| BrauManufaktur Baltrum                                 | Baltrum                          | 2015        |                                   |
| Burzel Bräu                                            | Tarmstedt                        | 2014        |                                   |
| Butjadinger Tor                                        | Nordenham-Abbehausen             | 2016        |                                   |
| CM Keller Bräu                                         | Nordstemmen-Rössing              | 2014        |                                   |
| Craftkult                                              | Hameln                           | 2017        |                                   |
| Das Schwarze Huhn Brauerei – Biermanufaktur            | Holle-Grasdorf                   | 2009        |                                   |
| De Lütte                                               | Salzhausen                       | 2018        |                                   |
| Denver´s                                               | Wolfenbüttel                     | 2017        |                                   |
| DennEr Bier                                            | Bad Münder-Hasperde              | 1998        |                                   |
| Dorster Kesselbräu – Hausbrauerei T. Beushausen        | Osterode-Dorste                  | 2012        |                                   |
| Duderstädter Braumanufaktur – Hotel zum Löwen          | Duderstadt                       | 2012        |                                   |
| Einbecker Brauhaus                                     | Einbeck                          | 1967 (1378) | u. a. Feldschlößchen              |
| Friesisches Brauhaus zu Jever                          | Jever                            | 1848        | u. a. Jever und Wicküler-Brauerei |
| Gasthausbrauerei Nolte                                 | Lüneburg                         | 1906        |                                   |
| Grafschafter Brauhaus                                  | Nordhorn                         | 1999        |                                   |
| Häsefelder Brauerei                                    | Langwedel-Daverden               | 2013        |                                   |
| Hartinger Meisterbräu                                  | Rinteln                          |             |                                   |
| Hausbrauerei Rampendahl                                | Osnabrück                        |             |                                   |
| Hausbrauerei Stierbräu                                 | Vechta                           | 2008        |                                   |
| Hildesheimer Braumanufaktur                            | Hildesheim                       | 2016        |                                   |
| Hillthaler                                             | Bad Zwischenahn-Kayhausen        |             |                                   |
| Hoffbruhuus Heidhoff                                   | Bruchhausen-Vilsen-Oerdinghausen | 2016        |                                   |
| Hotel Frommann                                         | Buchholz-Dibbersen               | 2006        |                                   |
| Klindworths                                            | Sauensiek                        |             |                                   |
| Küstenbrauerei zu Werdum                               | Werdum                           | 2000        |                                   |
| Langeooger Spezialitätenhaus – Inselbrauerei           | Langeoog                         | 2007        |                                   |
| Lübener Tenne                                          | Wittingen-Lüben                  | 1995        |                                   |
| Mad Dukes Brewery                                      | Kissenbrück                      | 2017        |                                   |
| Mälzer Brauhaus zu Lüneburg                            | Lüneburg                         |             |                                   |
| Martfelder Hausbrauerei                                | Martfeld                         | 2013        |                                   |
| Meierhöfer – Hausbrauerei                              | Obernkirchen-Vehlen              | 1999        |                                   |
| Meyer Braugesellschaft                                 | Walsrode                         | 2000        |                                   |
| Microbrauerei Hellmer                                  | Rastede                          | 2018        |                                   |
| Tungeler Brauerei (My Bier)                            | Wardenburg-Tungeln               | 2017        |                                   |
| Norderneyer Brauhaus                                   | Norderney                        | 2012        |                                   |
| Nordhorner Vereinsbrauerei                             | Nordhorn                         | 2008        |                                   |
| OLs Oldenburger Brauerei                               | Oldenburg                        | 2010        |                                   |
| Osterholzer Hausbrauerei                               | Osterholz-Scharmbeck             | 2014        |                                   |
| Ostfriesenbräu – Historische Landbrauerei mit Brauhaus | Großefehn-Bagband                | 1999        |                                   |
| Pibe's Brauerei                                        | Reinstorf-Sülbeck                | 2016        |                                   |
| Privatbrauerei Bannas                                  | Wildeshausen-Lohmühle            | 2013        |                                   |
| Privatbrauerei Braugut Stuhr                           | Stuhr-Fahrenhorst                | 2014        |                                   |
| Privatbrauerei Borchert                                | Lünne                            |             |                                   |
| Bergbräu                                               | Uslar                            | 1868        |                                   |
| Privatbrauerei Wittingen                               | Wittingen                        | 1429        |                                   |
| Ratsbrauhaus                                           | Hann. Münden                     | 2003        |                                   |
| Ratskeller Buxtehude                                   | Buxtehude                        |             |                                   |
| Rupp-Bräu                                              | Lauenau                          | 1861        |                                   |
| Scholar Brauerei                                       | Göttingen                        | 2015        |                                   |
| Selsinger Hof                                          | Selsingen                        | 2008        |                                   |
| Sommerbecker Dachs Brauerei                            | Dahlenburg-Sommerbeck            | 2009        |                                   |
| Stader Ratskeller                                      | Stade                            |             |                                   |
| Stadtperle                                             | Aurich                           | 2012        |                                   |
| Steakhaus & Hofschänke Töbelmann                       | Wagenfeld                        | 2014        |                                   |
| WendlandBräu                                           | Clenze-Kussebode/Satkau          | 2009        |                                   |
| Vareler Brauhaus                                       | Varel                            | 2008        |                                   |

## Rheinland-Pfalz

### Mainz
| Unternehmen      | Standort        | Gründung |
| ---------------- | --------------- | -------- |
| Eisgrub-Bräu     | Mainz           | 1989     |
| Rheinhessen Bräu | Mainz-Ebersheim | 2007     |
| Eulchen          | Mainz           | 2013     |
| Kuehn Kunz Rosen | Mainz           | 2014     |

### Sonstiges Rheinland-Pfalz
| Unternehmen                                        | Standort                         | Gründung  |
| -------------------------------------------------- | -------------------------------- | --------- |
| Alzeyer Volker Bräu                                | Alzey                            | 2006      |
| Bahnhof Cues – Das Brauhaus                        | Bernkastel-Kues                  | 2015      |
| Bierbrüderschaft Duzenowe                          | Dausenau                         | 2006      |
| Bierprojekt Landau                                 | Siebeldingen                     | 2017      |
| Bier-Schmiede Bendorf                              | Bendorf                          | 2018      |
| Blesius Garten                                     | Trier-Olewig                     | 1998      |
| Bitburger Brauerei Th. Simon                       | Bitburg                          | 1817      |
| Bobremer Braukeller                                | Bobenheim am Berg                | 2015      |
| BrauArt Sausenheim                                 | Grünstadt-Sausenheim             | 2013      |
| Fohr Brauerei                                      | Ransbach-Baumbach                | 1676      |
| Brauerei Hof-Schauferts                            | Schönborn (Rhein-Lahn-Kreis)     | 2006      |
| Brauerei Schnorres                                 | Mehlingen                        | 2016      |
| Brauhaus Alte Schmiede                             | Rhaunen                          | 2014      |
| Brauhaus am Turm                                   | Kirchheimbolanden                | 2002      |
| Brauhaus am Markt                                  | Kaiserslautern                   | 2000      |
| Brauhaus Ehrstein                                  | Hinterweidenthal                 |           |
| Brauhaus Grünstadt                                 | Grünstadt                        | 2016      |
| Brauhaus Goldener Engel                            | Ingelheim am Rhein               | 2007      |
| Brauhaus Kloster Machern                           | Bernkastel-Kues                  |           |
| Brauhaus Lauterecken                               | Lauterecken                      |           |
| Brauhaus Zils                                      | Naurath (Eifel)                  | 1896      |
| Brauhaus zur Post – Oberbeck & Eschelbach Brauhaus | Frankenthal (Pfalz)              | 2001/2009 |
| Brauwerk Braun & Röth                              | Bad Kreuznach                    | 2010      |
| Brauwerkstatt Steffen Süs                          | Winterbach (Pfalz)               | 2016      |
| BreX Hausbrauerei                                  | Grenzau (Höhr-Grenzhausen)       | 2017      |
| Denkmal´z                                          | Bad Sobernheim                   | 2018      |
| Domhof Brauerei                                    | Speyer                           | 1988      |
| Erstes Jockgrimer Brauhaus                         | Jockgrim                         | 1999      |
| Erzquell Brauerei Siegtal Haas                     | Mudersbach                       | 1976      |
| Göcklinger Hausbräu                                | Göcklingen                       |           |
| Hagenbräu Rheincafé                                | Worms                            |           |
| Hasslocher Brauhof                                 | Haßloch                          |           |
| Hausbierbrauerei Mario Miedl                       | Schweppenhausen                  | 2010      |
| Hausbrauerei Heidhof                               | Böbingen (Pfalz)                 | 1996      |
| Hausbrauerei Jäger Bräu                            | Edenkoben                        | 2007      |
| Hausbrauerei JeSa                                  | Hettenleidelheim                 | 2015      |
| Hausbrauerei Prinz Ludwig                          | Haßloch                          | 2007      |
| Hofstätter-Scheune-Bräu                            | Hofstätten (Wilgartswiesen)      | 2008      |
| Holystoner Brauwerkstatt                           | Römerberg                        | 2019      |
| Idarer Brauhaus                                    | Idar-Oberstein                   | 2015      |
| Kirner Privatbrauerei Ph. und C. Andres            | Kirn                             | 1798      |
| Kornkammer-Brauhaus zum Truppacher Hof             | Contwig                          | 2013      |
| Kuchems Brauhaus am Schloß                         | Pirmasens                        |           |
| Lahnsteiner Brauerei                               | Lahnstein                        | 1624      |
| Mahls Kleines Brauhaus                             | Bacharach                        | 2010      |
| Mannebacher Brauhaus                               | Mannebach (bei Saarburg)         | 1897      |
| Marienstatter Brauhaus                             | Streithausen                     | 2004      |
| Maximilians-Brauwiesen                             | Lahnstein                        | 1994      |
| Merks Scheunenbrauerei                             | Weisenheim am Berg               | 2013/2019 |
| Munruffer Bierfabrik                               | Mogendorf                        | 2013      |
| Neuenahrer Brauhaus                                | Bad Neuenahr                     |           |
| Ottersheimer Bärenbräu                             | Ottersheim bei Landau            | 1996      |
| Park & Bellheimer                                  | Pirmasens                        | 1865      |
| Pleiner Biermanufaktur                             | Plein                            | 2017      |
| Privatbrauerei Gebr. Mayer                         | Ludwigshafen am Rhein-Oggersheim | 1846      |
| Privatbrauerei Sander                              | Worms                            | 2013      |
| Sickingen-Brau-Team                                | Landstuhl                        | 2013      |
| Trierer Petrusbräu                                 | Trier                            | 2013      |
| Unterhammer Bräu                                   | Trippstadt-Unterhammer           | 2013      |
| Vulkan Brauerei                                    | Mendig                           | 1875      |
| Westerwald-Brauerei H. Schneider                   | Hachenburg                       | 1861      |

## Saarland
(Stand 2024)
| Unternehmen                 | Standort           | Gründung |
| --------------------------- | ------------------ | -------- |
| Turm Dining                 | Neunkirchen (Saar) | 2011     |
| Brauerei Bruch              | Neunkirchen (Saar) | 1702     |
| Großwald-Brauerei Bauer     | Heusweiler         | 1860     |
| Hochwälder Brauhaus         | Losheim am See     | 2001     |
| Homburger Brauhaus          | Homburg            | 1990     |
| Karlsberg Brauerei          | Homburg            | 1878     |
| Körpricher Landbrauerei     | Nalbach            | 1997     |
| Mettlacher Abtei-Bräu       | Mettlach           | 1997     |
| Saarfürst Merziger Brauhaus | Merzig             | 2000     |
| Schmelzer Brauhaus          | Schmelz (Saar)     | 2000     |
| WØL BrauArt                 | Saarbrücken        | 2022     |
| Bierbrüder Braumanufaktur   | St. Ingbert        | 2022     |

## Sachsen

### Chemnitz
| Unternehmen           | Standort     | Gründung |
| --------------------- | ------------ | -------- |
| Brauerei Reichenbrand | Reichenbrand | 1874     |
| Einsiedler Brauhaus   | Einsiedel    | 1885     |
| Marx Chemnitzer Bier  | Altendorf    | 2018     |
| Turm Brauhaus         | Chemnitz     |          |

### Dresden
| Unternehmen                 | Standort            | Gründung |
| --------------------------- | ------------------- | -------- |
| Feldschlößchen              | Coschütz            | 1838     |
| Brauhaus am Waldschlösschen | Radeberger Vorstadt | 1836     |
| Hausbräu im Ballhaus Watzke | Pieschen            | 1996     |
| Hausbrauerei Laubegast      | Laubegast           | 2008     |
| Hausbrauerei Schwingenheuer | Neustadt            | 2002     |
| Lohrmanns Brauerei          | Altstadt            | 2019     |
| Urbanowicz Braukollektiv    | Friedrichstadt      | 2014     |

### Leipzig
| Unternehmen                       | Standort         | Gründung | Anmerkungen     |
| --------------------------------- | ---------------- | -------- | --------------- |
| Bayerischer Bahnhof               | Zentrum-Südost   | 2000     |                 |
| Brauhaus an der Thomaskirche      | Zentrum          | 1998     |                 |
| Brauhaus Napoleon                 | Probstheida      | 2006     |                 |
| Cliff's Brauwerk Leipzig          | Zentrum-Nordwest | 2015     |                 |
| Kasten Brauerei                   | Connewitz        | 2018     |                 |
| Kokille – Braukombinat            | Plagwitz         | 2021     |                 |
| Ratskeller Braumanufaktur Leipzig | Zentrum          | 2018     |                 |
| Plagwitzer Brauerei               | Plagwitz         | 2019     |                 |
| Leipziger Brauhaus zu Reudnitz    | Reudnitz         | 1862     | u. a. Sternburg |
| Synde Bräu                        | Südvorstadt      | 2017     |                 |
| Walhaei-Brauerei                  | Plagwitz         | 2022     |                 |

### Landkreis Bautzen
| Unternehmen                        | Standort             | Gründung |
| ---------------------------------- | -------------------- | -------- |
| Brauhaus am See                    | Sohland an der Spree |          |
| Braumanufaktur Frenzel             | Bautzen              | 2006     |
| Cunewalder ProBier-Werkstatt       | Cunewalde            | 2019     |
| Hausbrauerei Rosner                | Sohland an der Spree | 2016     |
| Missionshof Lieske                 | Oßling               | 1998     |
| Radeberger Exportbierbrauerei      | Radeberg             | 1872     |
| Stadtbrauerei Wittichenau E. Glaab | Wittichenau          | 1356     |

### Erzgebirgskreis
| Unternehmen                              | Standort          | Gründung |
| ---------------------------------------- | ----------------- | -------- |
| Bierfabrik Erzgebirge                    | Pockau-Lengefeld  | 2016     |
| Brauerei Zwönitz                         | Zwönitz           | 1997     |
| Braun Mühle Dörnthal                     | Pfaffroda         | 2010     |
| Lotters Wirtschaft im Hotel Blauer Engel | Aue-Bad Schlema   |          |
| Privatbrauerei Fiedler                   | Scheibenberg      | 1817     |
| Privatbrauerei Specht                    | Ehrenfriedersdorf | 1844     |
| Ybnstoker Brauerei                       | Eibenstock        | 2017     |

### Landkreis Görlitz
| Unternehmen                                   | Standort  | Gründung |
| --------------------------------------------- | --------- | -------- |
| Bierblume Görlitz                             | Görlitz   |          |
| Genussbrauerei Moll                           | Görlitz   | 2016     |
| Landskron Brau-Manufaktur Görlitz Dr. Lohbeck | Görlitz   | 1869     |
| Obermühle Görlitz                             | Görlitz   | 2001     |
| Sudost                                        | Görlitz   | 2021     |
| Bergquell-Brauerei Löbau                      | Löbau     | 1846     |
| Brauhaus Nieder Seifersdorf                   | Waldhufen | 2019     |
| Privatbrauerei Eibau i.Sa.                    | Kottmar   | 1810     |

### Landkreis Leipzig
| Unternehmen                                    | Standort | Gründung |
| ---------------------------------------------- | -------- | -------- |
| Klaus Fruchtsäfte & Cannewitzer Biere          | Wurzen   | 2000     |
| Nerchauer Brauhaus – Brauerei Jochen Rockstroh | Grimma   | 2011     |
| Schlossbrauerei Hopfgarten                     | Frohburg | 2015     |

### Landkreis Meißen
| Unternehmen                     | Standort | Gründung |
| ------------------------------- | -------- | -------- |
| Brauhaus Radebeul               | Radebeul | 2011     |
| Braumanufaktur Radebeul         | Coswig   |          |
| Magnet Riesa                    | Riesa    | 1999     |
| Privatbrauerei Schwerter Meißen | Meißen   | 1460     |

### Landkreis Mittelsachsen
| Unternehmen              | Standort               | Gründung |
| ------------------------ | ---------------------- | -------- |
| Brauerei Rechenberg      | Rechenberg-Bienenmühle | 1558     |
| Brauhaus Hartmannsdorf   | Hartmannsdorf          | 1887     |
| Freiberger Brauhaus      | Freiberg               | 1850     |
| Stonewood Braumanufaktur | Claußnitz              | 2014     |

### Landkreis Nordsachsen
| Unternehmen         | Standort | Gründung | Anmerkungen         |
| ------------------- | -------- | -------- | ------------------- |
| Alter Elbehof       | Torgau   | 2004     |                     |
| Krostitzer Brauerei | Krostitz | 1534     | u. a. Ur-Krostitzer |

### Landkreis Sächsische Schweiz-Osterzgebirge
| Unternehmen                 | Standort     | Gründung |
| --------------------------- | ------------ | -------- |
| Brauerei Schmilka           | Bad Schandau | 2015     |
| Brauhaus Pirna Zum Giesser  | Pirna        | 1998     |
| Braumanufaktur Sudfrei      | Freital      | 2025     |
| Hofbrauerei Lohmen          | Lohmen       | 2018     |
| Privatbrauerei Vogel        | Bad Schandau | 2009     |
| Schlossbrauerei Weesenstein | Müglitztal   | 1999     |
| Windberg Brauerei           | Freital      | 2019     |

### Vogtlandkreis
| Unternehmen                 | Standort        | Gründung |
| --------------------------- | --------------- | -------- |
| Erlbacher Brauhaus          | Markneukirchen  | 1563     |
| Privatbrauerei Blechschmidt | Treuen          | 1483     |
| Sternquell-Brauerei         | Plauen          | 1857     |
| Wernesgrüner Brauerei       | Steinberg       | 1436     |
| Zum Schlossturm             | Auerbach/Vogtl. |          |

### Landkreis Zwickau
| Unternehmen        | Standort  | Gründung |
| ------------------ | --------- | -------- |
| Brauerei Vielau    | Reinsdorf | 2012     |
| Glückauf-Brauerei  | Gersdorf  | 1880     |
| Kjell.Beer         | Glauchau  | 2020     |
| Kevin Brewery      | Zwickau   | 2016     |
| Mauritius Brauerei | Zwickau   | 1859     |

## Sachsen-Anhalt
| Unternehmen                                    | Standort               | Gründung | Anmerkungen  |
| ---------------------------------------------- | ---------------------- | -------- | ------------ |
| Brauhaus Zum Alten Dessauer                    | Dessau-Roßlau          | 2001     |              |
| Brauerei Landsberg                             | Landsberg              | 1996     |              |
| Brauhaus Brewckau                              | Magdeburg              | 2015     |              |
| Brauhaus Lüdde                                 | Quedlinburg            | 1992     |              |
| Brauhaus Neindorfer Krug                       | Oschersleben (Bode)    | 2006     |              |
| Brauhaus Wittenberg                            | Lutherstadt Wittenberg | 1999     |              |
| Colbitzer Heide-Brauerei                       | Colbitz                | 1816     |              |
| Forum Hotel Villa Heine                        | Halberstadt            | 1999     |              |
| Gardelegener Braugesellschaft                  | Gardelegen             | 2021     | u. a. Garley |
| Hallesche Spezialitätenbrauerei Kühler Brunnen | Halle (Saale)          | 2005     |              |
| Hasseröder Brauerei                            | Wernigerode            | 1872     |              |
| Lebenshilfe Halle                              | Halle (Saale)          | 2022     |              |
| Magdeburger Getränkekombinat                   | Magdeburg              | 2017     |              |
| Museums- und Traditionsbrauerei Wippra         | Sangerhausen           | 1990     |              |
| Schlossbrauerei Hundisburg                     | Haldensleben           | 2011     |              |
| Schulzens Brauerei                             | Tangermünde            | 2017     |              |
| Spezialitätenbrauerei Eckart                   | Colbitz                | 2007     |              |

## Schleswig-Holstein
| Unternehmen                                 | Standort                   | Gründung |
| ------------------------------------------- | -------------------------- | -------- |
| Branta Brauerei                             | Niebüll                    | 2017     |
| Brauberger zu Lübeck                        | Lübeck                     | 1989     |
| Brauerei Milster                            | Handewitt                  | 2011     |
| Brauerei Schleswig                          | Schleswig                  | 1994     |
| Brauerei Taarstedt                          | Taarstedt                  | 2012     |
| Brauhaus Eutin                              | Eutin                      | 1987     |
| Braukeller Gotthilf                         | Bornhöved                  | 2014     |
| Burger Fährhaus                             | Burg (Dithmarschen)        | 2015     |
| Corbek-Brauerei                             | Witzhave                   | 2013     |
| Czerny's Küstenbrauerei                     | Kiel-Festung Friedrichsort | 2018     |
| Dithmarscher Privatbrauerei Karl Hintz      | Marne                      | 1884     |
| Flensburger Brauerei                        | Flensburg                  | 1888     |
| Ebbüller Brauhaus                           | Emmelsbüll-Ebbüllwarft     | 2017     |
| Getränke Stapelfeldt                        | Mölln                      | 2012     |
| Gotthilf Braukeller                         | Bornhöved                  | 2014     |
| Grönwohlder Hausbrauerei                    | Grönwohld                  | 2009     |
| Hansens Brauerei                            | Flensburg                  | 1990     |
| Hopfenliebe Brauhaus                        | Norderstedt                | 2015     |
| Husums Brauhaus                             | Husum                      | 1991     |
| Kieler Brauerei am Alten Markt              | Kiel                       | 1988     |
| Klüver’s Brauhaus Privat Brauerei           | Scharbeutz                 | 2004     |
| Lillebräu                                   | Kiel                       | 2014     |
| Landgasthof Hoier-Boier                     | Bergenhusen                | 2017     |
| MarktWirtschaft - Brauhaus zu Glücksburg    | Glücksburg                 | 2021     |
| Beer Brauerei                               | Schillsdorf                | 2006     |
| Sylter Genussmacherei                       | Sylt                       | 2016     |
| The Brewing Pack                            | Elmshorn                   | 2017     |
| Wacken Brauerei                             | Wacken                     | 2016     |
| Westindien Compagnie Seehandelsgesellschaft | Flensburg                  | 2011     |
| Wittorfer Brauerei                          | Neumünster-Wittorf         | 2018     |
| Zeugenbräu                                  | Ahrensburg                 | 2011     |

## Thüringen
(Stand 2024)
| Unternehmen                                    | Standort                | Gründung |
| ---------------------------------------------- | ----------------------- | -------- |
| Altenburger Brauerei                           | Altenburg               | 1871     |
| Vereinsbrauerei Apolda                         | Apolda                  | 1887     |
| Hotelpark Stadtbrauerei Arnstadt               | Arnstadt                | 1997     |
| Schloßbrauerei Schwarzbach                     | Auengrund               | 1720     |
| Watzdorfer Traditions- & Spezialitätenbrauerei | Bad Blankenburg         | 1893     |
| Köstritzer Schwarzbierbrauerei                 | Bad Köstritz            | 1543     |
| MAAC-Biere                                     | Bad Köstritz            | 2016     |
| Braumanufaktur Treitürme                       | Bad Langensalza         | 2019     |
| Bad Lobensteiner Marktbrauerei                 | Bad Lobenstein          | 2008     |
| Michels Eichsfelder Braumanufaktur             | Dingelstädt             | 2013     |
| Privatbrauerei Metzler                         | Dingsleben              | 1895     |
| Braukeller Erfurt                              | Erfurt                  | 2018     |
| Heimathafen – Erfurter Braumanufaktur          | Erfurt                  | 2016     |
| Waldhaus Erfurt                                | Erfurt                  | 1994     |
| Waldkasino Erfurter Brauereigaststätte         | Erfurt                  | 2000     |
| Kleinbrauerei Freitag                          | Erfurt                  | 2019     |
| Brauhaus Friedrichroda                         | Friedrichroda           | 2009     |
| Schaubrauerei Pagenkopf                        | Gera                    | 2020     |
| Privatbrauerei Reizlein                        | Grabfeld                | 1890     |
| Greizer Vereinsbrauerei                        | Greiz                   | 1872     |
| Familienbrauerei H. Schmiedeknecht             | Großbreitenbach         | 1869     |
| Braugasthof Brauner Hirsch                     | Harztor                 | 2013     |
| Braugasthof Papiermühle                        | Jena                    | 1996     |
| Ziegenhainer Hausbrauerei                      | Jena                    | 2016     |
| Rhönbrauerei Dittmar                           | Kaltennordheim          | 1875     |
| Brauerei Neunspringe Worbis                    | Leinefelde-Worbis       | 1867     |
| Scharch Braumanufaktur                         | Löhma                   | 2016     |
| Brauhaus Zum Löwen                             | Mühlhausen/Thüringen    | 1992     |
| Brauerei Freie Erde                            | Osthausen-Wülfershausen | 2020     |
| Rosenbrauerei Pößneck                          | Pößneck                 | 1866     |
| Hirts Brau- und Gasthof                        | Remptendorf             | 2017     |
| Rolschter Brauhaus                             | Rudolstadt              | 2004     |
| Bürgerliches Brauhaus Saalfeld                 | Saalfeld/Saale          | 1892     |
| Ziegenmühle Brauereigasthof                    | Schleifreisen           | 2017     |
| Braumanufaktur Schmalkalden                    | Schmalkalden            | 2015     |
| Privatbrauerei Gessner                         | Sonneberg               | 1622     |
| Brauerei Schmitt                               | Stadtilm                | 1885     |
| Brauerei Gasthof Ankerbräu                     | Steinach                | 1736     |
| Brauereigasthof Marktmühle                     | Vogtei                  | 2015     |
| Brauhaus Weimar                                | Weimar                  | 2019     |
| Gasthausbrauerei Felsenkeller                  | Weimar                  | 2005     |

Darüber hinaus wird im Thüringer Freilichtmuseum Hohenfelden, im Hennebergisches Museum Kloster Veßra und in mehreren Kommunbrauhäusern zu besonderen Anlässen gebraut.